# Jobrapido
Jobrapido è un motore di ricerca per la ricerca di offerte di lavoro, lanciato nel 2008.

## L'azienda
Jobrapido è il motore di ricerca per offerte di lavoro,  italiano con sede a Milano, lanciato nel 2008 e presente in 58 paesi. All’interno del portale sono presenti oltre venti milioni di offerte di lavoro al mese.

## Storia
Nel 2006 Vito Lomele (un ingegnere di Conversano vissuto in Gran Bretagna e Germania) torna a vivere in Italia. Queste le sue parole: “stavo cercando un nuovo lavoro e mi sono reso conto di come fosse difficile e complicato. Così mi sono detto: nessuno ha mai sviluppato un motore di ricerca per offerte di lavoro? Allora lo faccio io!”

Nasce in questo modo un aggregatore di offerte di lavoro. La startup assume il primo nome di Jobespresso, società aperta a Londra, ma con sede reale a Milano, in uno scantinato in via Washington.

Nel 2007 si pensa di chiudere la piattaforma: gli inizi sono difficili, perché occorrono capitali per farla decollare. Allora Lomele crea Jobrapido, società a responsabilità limitata con sede a Milano, con uffici dietro il Castello Sforzesco, grazie al capitale di 200.000€, messo insieme ai soci tedeschi (fratelli Samwer), a Giulio Valiante (il suo ex capo) e agli amici italiani Alessandro Palmieri, Giovanni Ciallella e Michele Casucci.

Nel 2009 l'azienda conta un organico di 32 persone, che provengono da sei nazioni e lavorano nella sede di Milano. Sono già dieci milioni gli utenti raggiunti in 16 Paesi, e 300 i rapporti commerciali con aziende, società di selezione e siti di recruitment. Diventa il primo sito internet in Italia nel mondo del lavoro.

Nel 2011 fattura 24 milioni di euro con 3 di utile netto; è visitato da 660 milioni di utenti, con 80 dipendenti provenienti da tutto il mondo.

Nel 2012 la società Evenbase del gruppo editoriale Dmgt (Daily Mail and general trust, che pubblica il Daily Mail) acquisisce il 49% del capitale dai soci tedeschi e italiani e Lomele resta alla guida con il 51%. 

Nel 2014, viene acquisita dall'americana Symphony Technology Group (Stg), una private equity firm con sede a Palo Alto, California.
Dal 2014 l’azienda è diretta da Rob Brouwer (CEO).

Fra i premi ricevuti da Jobrapido Great Place To Work (2014), Big Data Innovation Awards (2014); rilasciato dall'Osservatorio Big Data Analytics & Business Intelligence della School Management del Politecnico di Milano, Best Job board - Focus Money 2016;, Best Job board – Jobborse Kompass 2017, Miglior portale di reclutamento 2018 secondo Les Echos.

## Servizi
Jobrapido aiuta gli utenti a trovare un lavoro fra tutte le offerte di impiego presenti nel web. Il sito raccoglie e cataloga tutti gli annunci, inseriti in migliaia di siti web, nelle bacheche di lavoro, negli annunci di giornali, oppure diffusi da associazioni, nelle pagine d'impiego delle singole aziende come ad esempio nelle sezioni "Lavora con noi" di privati. 

Per individuare delle offerte su Jobrapido è sufficiente che l’utente risponda alle domande Che lavoro cerchi? e Dove?. Da questa ricerca gli utenti ottengono una descrizione del testo completo dell'annuncio e vengono indirizzati al sito dal quale questo ha preso origine. In questo modo, gli utenti di Jobrapido possono inoltrare direttamente il proprio curriculum o la candidatura.

## Tecnologie
La tecnologia che supporta i singoli reparti è costituita dai “job search engine”, che - mediante un software automatico - trovano, interpretano e classificano, raccolgono, eliminano i doppioni, li aggregano in modo omogeneo e li rendono ricercabili da parte degli utenti. Provvedono, inoltre, al miglioramento dell'interfaccia utente e della user experience. 

La ricerca si basa su alcune parole chiave: professione, ragione sociale dell'azienda, e sulla località (Nazione, Regione, Provincia, Comune). Infine il sito offre agli utenti un sistema di aggiornamento via e-mail chiamato JobAlert.

L’infrastruttura di Jobrapido è basata principalmente su tecnologie di tipo Serverless della piattaforma cloud di Google. Fra questi rientrano Google App Engine, Google Pub/Sub, Google Cloud Dataflow, Google BigQuery e Google Cloud Storage. I linguaggi utilizzati da Jobrapido sono Scala, Java, JavaScript e Python.

## Paesi e lingue
Dal suo headquarter di Milano, Jobrapido è presente in 58 paesi e disponibile in 21 lingue.

### Paesi
- Europa: Belgio, Repubblica Ceca, Germania, Danimarca, Spagna, Francia, Irlanda, Italia, Ungheria, Paesi Bassi, Austria, Polonia, Portogallo, Romania, Russia, Svizzera, Slovenia, Svezia, Turchia, Ucraina, Regno Unito
- Africa: Angola, Algeria, Kenya, Marocco, Nigeria, Sud Africa
- America: Argentina, Brasile, Canada, Cile, Colombia, Ecuador, Guatemala, Messico, Perù, Repubblica Domenicana, USA, Uruguay, Venezuela
- Asia e Pacifico: Australia, Cina, Hong Kong, Indonesia, India, Giappone, Corea del Sud, Kuwait, Malesia, Filippine, Pakistan, Qatar, Arabia Saudita, Singapore, Tailandia, Taiwan, Emirati Arabi Uniti

### Lingue
Italiano, spagnolo, portoghese (Portogallo), portoghese (Brasiliano), russo, rumeno, svedese, danese, tedesco, francese, turco, coreano, giapponese, cinese tradizionale, cinese semplificato, inglese (UK), inglese (USA), polacco, slovacco, ungherese, ceco.